# Institut de recherche pour le développement
Institut de recherche pour le développement (IRD) is een Frans onderzoeksinstituut dat zich richt op het verrichten van onderzoek en het aansturen van wetenschappelijke programma’s met betrekking tot de relatie tussen de mens en zijn omgeving. Het is een publiek wetenschappelijk en technologisch onderzoeksinstituut dat onder het beheer van de Franse overheid staat. De missies van IRD zijn onderzoek, consultancy en (na)scholing.
IRD bestaat uit vijf wetenschappelijke afdelingen die zich bezighouden met aarde en het milieu, levende hulpbronnen, maatschappij en gezondheid, expertise en consultancy én support en training van wetenschappelijke gemeenschappen in zuidelijke landen. Meer dan 800 onderzoekers en 1000 technici nemen deel aan onderzoeksprogramma’s die zijn gericht op duurzame ontwikkeling. IRD heeft vijf vestigingen in Frankrijk en vijf in de Franse overzeese gebieden. Tevens is de organisatie actief langs de kusten van het Middellandse Zeegebied, in Azië, op eilanden in de Indische Oceaan, in Zuid-Amerika en op de Caraïben en op eilanden in de Grote Oceaan. In totaal is IRD in meer dan veertig landen actief.
In ontwikkelingsgebieden houdt IRD zich bezig met natuurrampen en klimaat, ecosystemen, toegang tot schoon drinkwater, voedselveiligheid, gezondheid en globalisering. Ontwikkelingen en resultaten van wetenschappelijk onderzoek worden gepubliceerd in internationale tijdschriften.